# Tupaia picta
La tupaia nera (Tupaia picta) è una tupaia endemica del Borneo, dove il suo areale si sovrappone nella parte centro-settentrionale dell'isola a quello della tupaia dalle zampe lunghe.
Le due specie non entrano tuttavia spesso in competizione sia per la maggiore rarità della conspecifica, sia per le sue abitudini più spiccatamente terricole di quest'ultima, che inoltre preferisce trovare il nutrimento fra i cespugli, mentre la tupaia nera tende a una dieta più insettivora e cerca il cibo sotto i sassi e nel terreno.
Nonostante il nome, non è di colore nero, ma bruno scuro con sfumature rossicce sui fianchi ed una gualdrappa grigio-giallastra sulla testa.